# Gonzalo Ancheta
Gonzalo Nicolás Ancheta Reyes (Montevideo, Montevideo, Uruguay, 19 de noviembre de 1987) es un futbolista uruguayo que juega como defensa central y actualmente milita en Walter Ferretti de la Primera División de Nicaragua.
| Club            | País      | Año           |
| --------------- | --------- | ------------- |
| El Tanque       | Uruguay   | 2006 - 2008   |
| Bella Vista     | Uruguay   | 2009 - 2010   |
| Huracán         | Uruguay   | 2010 - 2012   |
| Villa Teresa    | Uruguay   | 2012 - 2013   |
| Central Español | Uruguay   | 2013-2014     |
| Huracán         | Uruguay   | 2014          |
| Walter Ferretti | Nicaragua | 2015-presente |